# الأحاديث النبوية التي عليها مدار الدين
الأحاديث النبوية التي عليها مدار الدين ويقال لها (الأحاديث الكلية)، و (الأحاديث الجوامع). هي الأحاديث النبوية التي مدار الدين عليها، وما كان في معناها من الكلمات الجامعة الوجيزة.

## مقدمة
لقد بعث الله محمدا -ﷺ - بجوامع الكلم، فلقد جمع الله له الأمور الكثيرة التي كانت تكتب في الكتب قبله في الأمر الواحد والأمرين.
ففي الحديث عن أبي هريرة عن النبي -ﷺ - قال:«بُعثت بجوامع الكلم»متفق عليه. 

## ذكر أقوال الأئمة
قال الإمام أحمد: أصول الإسلام على ثلاثة أحاديث: حديث عمر بن الخطاب: «الأعمال بالنيات» وحديث عائشة: «من أحدث في أمرنا ما ليس منه، فهو ردّ»، وحديث النعمان بن بشير: «الحلال بين والحرام بيّن».
وقال إسحاق بن راهويه: أربعة أحاديث هي من أصول الدّين: حديث عمر: «إنّما الأعمال بالنيات»، وحديث: «الحلال بيّن والحرام بيّن»، وحديث: «إن خلق أحدكم يُجمع في بطن أمه»، وحديث: «من صنع في أمرنا شيئا ليس منه فهو ردّ».
وقال عُبيد: جمع النبي -ﷺ - أمر الآخرة في كلمة: «من أحدث في أمرنا ما ليس منه، فهو ردّ»، وجمع أمر الدنيا في كلمة: «إنّما الأعمال بالنّيّات».
وقال أبو داود: نظرت في الحديث المُسند، فإذا هو أربعة آلاف حديث، ثم نظرت، فإذا مدار الأربعة آلاف حديث على أربعة أحاديث: حديث النعمان بن بشير: «الحلال بيّن والحرام بيّن»، وحديث عمر: «إنّما الأعمال بالنيّات»، وحديث أبي هريرة: «إنّ الله طيّب لا يقبل إلا طيّبا، وإنّ الله أمر المؤمنين بما أمر به المرسلين» الحديث، وحديث: «من حسن إسلام المرء تركه ما لا يعنيه».
وقال أيضا: كتبت عن رسول الله -صلى الله عليه وسلم- خمس مئة ألف حديث، انتخبت منها ما ضمنته هذا الكتاب -يعني كتاب السنن- جمعت في أربعة آلاف حديث وثمان مئة حديث، ويكفي الإنسان لديه من ذلك أربعة أحاديث، أحدها: قوله -صلى الله عليه وسلم-: «الأعمال بالنيات»، والثاني: قوله ﷺ «من حُسن إسلام المرء تركه ما لا يعنيه»، والثالث: قوله صلى الله عليه وسلم: «لا يكون المؤمن مؤمنا حتى لا يرضى لأخيه إلا ما يرضى لنفسه»، والرابع: قوله صلى الله عليه وسلم: «الحلال بيّن والحرام بيّن».
و قال: الفقه يدور على خمسة أحاديث: «الحلال بيّن، والحرام بيّن»، وقوله صلى الله عليه وسلم: «لا ضرر ولا ضِرار»، وقوله: «الدّين النّصيحة»، وقوله: «وما نهيتكم عنه، فاجتنبوه، وما أمرتكم به، فائتوا منه ما استطعتم».
و في رواية قال: أصول السنن في كل فنّ أربعة أحاديث: حديث عمر «الأعمال بالنيات»، وحديث: «الحلال بيّن والحرام بيّن»، وحديث: «من حسن إسلام المرء تركه ما لا يعنيه»، وحديث: «ازهد في الدنيا يحبك الله، وازهد فيما في أيدي النّاس يحبك النّاس».
قال الحافظ أبو الحسن طاهر بن مفوِّر المعافري الأندلسي:

## مؤلفات الأحاديث الجامعة
صنف في الأحاديث النبوية الجامعة الحافظ أبو بكر بن السني كتابا سماه الإيجاز وجوامع الكلم من السنن المأثورة والقاضي أبو عبد الله القضاعي كتبا سماه الشهاب في الحكم والآداب والإمام النووي كتابا سماه الأربعين وابن رجب الحنبلي كتابا سماه جامع العلوم والحكم في شرح خمسين حديثا من جوامع الكلم ولعبد الرحمن بن ناصر السعدي كتاب بهجة قلوب الأبرار وقرة عيون الأخيار في شرح جوامع الأخبار.

## وصلات خارجية
- الأحاديث الأربع التي عليها مدار الإسلام / الشيخ : صالح بن فوزان الفوزان على يوتيوب.
- 100- مدار الدين على أربعة أحاديث على يوتيوب.